# Brädikow
Brädikow è una frazione del comune tedesco di Wiesenaue, nel Brandeburgo.

## Storia
Brädikow fu nominata per la prima volta nel 1390.
Nel 2003 il comune di Brädikow venne fuso con i comuni di Vietznitz e Warsow, formando il nuovo comune di Jahnberge, in seguito ridenominato Wiesenaue.